# 反銀心

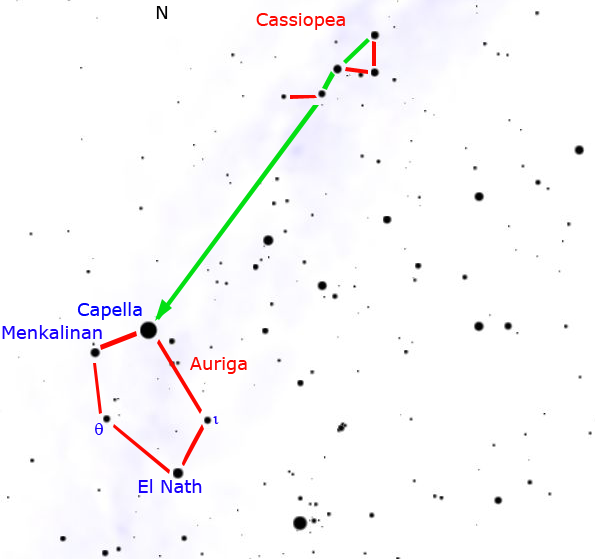
御夫座的描繪。

反銀心（Galactic anticenter）是理論上在天空中相對於銀河系銀河中心的點。由於這個點是相對應的，它將會隨著觀測者的位置而改變；而不是在空間中固定不變的點。絕大部份的場合，這個術語是指從地球上觀測者的角度來看的反銀心點。此外，它在天空中所指出的點並不會限於有限的區域；換言之，不同星系中的兩個天體，只要它們都在銀河系中心相反的方向上，就都可以在銀河的反銀心上 (就像恆星在星座之中一樣，可能除了在視線上是相同的方向之外，彼此之間毫無關係)。
從地球上的觀測者的角度來看，反銀心的位置在御夫座，而五車五是最接近這個點的亮星。
在銀河座標系統，銀心在人馬座的方向上，對應於銀經0°，而反銀心在
180°之處。在赤道座標系統，反銀心的位置可以在大約 赤經05h 46m，赤緯+28°56'。

## 外部連結
- Galactic anticenter, The Internet Encyclopedia of Science